# Scalmatica albifusa
Scalmatica albifusa är en fjärilsart som beskrevs av Edward Meyrick 1926. Scalmatica albifusa ingår i släktet Scalmatica och familjen äkta malar. Inga underarter finns listade.